# Acolastus muelleri
Acolastus muelleri là một loài bọ cánh cứng trong họ Chrysomelidae. Loài này được Schoeller miêu tả khoa học năm 2006.